# Douai
Douai (neerlandès Dowaai) és un municipi francès, situat al departament del Nord i a la regió dels Alts de França. L'any 1999 tenia 42.796 habitants. Està connectat amb Paris amb un tren d'alta velocitat. Hi passa el riu Scarpa. Limita al nord amb Roost-Warendin, al nord-est amb Flers-en-Escrebieux, a l'est amb Waziers, al sud-est amb Sin-le-Noble, al sud-oest amb Lambres-lez-Douai, a l'oest amb Cuincy i al nord-oest amb Râches.

## Història
Douai era un poble fortificat romà, el seu nom llatí Duacum fa referència al seu caràcter doble (dos petits nuclis urbans units). Durant l'edat mitjana va passar a mans dels comtes de Flandes, però en constants disputes amb el rei francès per les seves propietats.
Vegeu: comtat de Douai i vescomtat de Douai
El 1562, el rei Felip II de Castella hi fundà una universitat per lluitar contra la Reforma. Per aquest fet Douai es convertí en un baluard de la fe catòlica. Aquesta universitat s'encarregà de traduir la Bíblia a l'anglès per dialogar amb els protestants. Com a curiositat, una d'aquestes bíblies va ser usada per John Fitzgerald Kennedy en jurar el seu càrrec com a president dels Estats Units d'Amèrica.
Després de la Revolució francesa, quan va ser un centre d'artilleria destacat, Douai va ser temporalment capital del departament del Nord, abans del seu trasllat a Lilla. Amb els avenços produïts per la revolució industrial, la ciutat va enriquir-se i va esdevenir el segon port fluvial de la zona, amb un important flux comercial basat en el carbó.

## Cultura
El belfort (talaia) de Douai, amb les seves 62 campanes, forma part del conjunt de torres militars i campanars declarats Patrimoni Mundial per la UNESCO. És una obra del segle xiv amb merlets adornats amb ferro que va ser lloada, entre d'altres, per Victor Hugo. Està coronat per un lleó sobre les voltes gòtiques. La UNESCO també ha distingit els gegants de la ciutat, anomenats Gayant, de gran tradició popular.
La ciutat conté altres edificacions d'art gòtic d'interès, com la col·legiata de Saint Pierre o l'església de Saint Jacques. Igualment destaquen les construccions civils neoclàssiques del palau de Justícia o el Teatre Municipal.
El Museu de la Chartreuse, un edifici renaixentista, conté obres de pintors i escultors locals al llarg dels segles i permet recórrer un panorama artístic des de la fundació del municipi.
El conservatori de Douai va ser el segon de França a aconseguir homologar els seus títols, després del de París. El compositor Henri Dutilleux i el director d'orquestra Georges Prêtre foren deixebles d'aquest conservatori.

## Administració

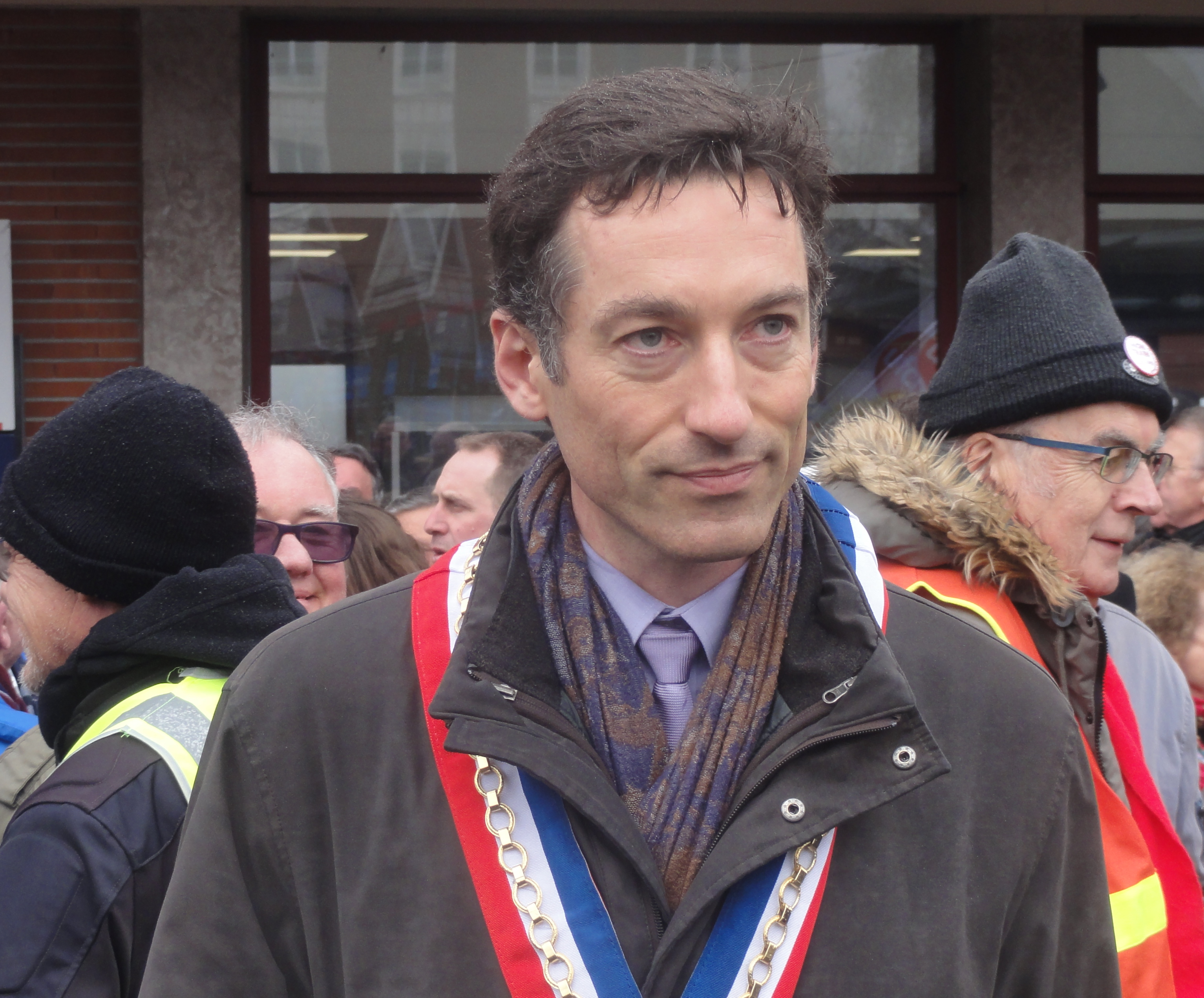
Frédéric Chéreau.

| Període   | Identitat       | Partit           |
| --------- | --------------- | ---------------- |
| 1950-1959 | André Canivez   | Socialista       |
| 1959-1965 | Georges Sarazin | UNR              |
| 1965-1983 | Charles Fenain  | PS               |
| 1983-     | Jacques Vernier | RPR, després UMP |

## Personatges il·lustres
- Nicolas Trigault, missioner jesuïta a la Xina, nascut el 1577
- Paul Demeny, editor d'Arthur Rimbaud, el qual passà llargues temporades a la localitat
- Jacques Duponchel (1863-1868) organista i compositor musical
- Jean-Baptiste Willent (1809-1852) músic compositor
- François Cosserat (1852-1913), matemàtic i enginyer
- André Obey (1892 - 1975) escriptor i dramaturg

## Agermanaments
Douai té pacte d'agermanament amb les ciutats següents:
- Harrow (Anglaterra)
- Recklinghausen (Alemanya)
- Kenosha (EUA)
- Dédougou (Burkina Faso)
- Puławy (Polònia)
- Seraing (Bèlgica)